# El Mundo Surrealista de Any Malu
El Mundo Surrealista de Any Malu es una serie de televisión animada brasileña, publicada originalmente en su canal de videos de Youtube, producida por Combo Estudio y actualmente mostrada por Cartoon Network Brasil.
La serie debutó en el canal de suscripción el 16 de marzo de 2019.
La nueva temporada titulo "Any Malu Show" vendran con varias entrevistas, el año 2019 estuvieron Ben 10, Gumball, y Steven Universe
El 2020 será un especial donde estaran las DC Super Hero Girls, y por supuesto siguiendo a Los Jóvenes Titanes En acción, entrevistando al líder Robin y todo su equipo.

## Argumento
Any Malu es una chica de 18 años que graba videos para su canal de YouTube, con la intención de hacer lo que le gusta y mostrar un poco de su vida a los suscriptores, siempre con aventuras y clichés, y la participación de sus mejores amigosː Ágatha, Kotoko, Willen, pero su relación siempre es interrumpida por Rebecca o Doña Nina, su madre.

## Elenco
- Natali Pazete como Any Malu
- Fernando Mendonça como Willen y Shupika
- Sylvia Salustti como Ágatha
- Lucas Gama como Kotoko
- Pamella Rodrigues como Rebecca
- Anderson Mahanski como Nina

### Doblaje Latino
- Agostina Longo como Any Malu
- Alejandro Graue como Willen
- Ximena Viver como Ágatha
- Alejandro Bono como Kotoko y Shupika
- Loló Muñoz como Rebecca
- Angélica Vargas como Nina

## Episodios
| Temporada | Temporada | Episodios | Brasil              | Brasil         | Latinoamérica       | Latinoamérica  |
| Temporada | Temporada | Episodios | Primera emisión     | Última emisión | Primera emisión     | Última emisión |
| --------- | --------- | --------- | ------------------- | -------------- | ------------------- | -------------- |
|           | 1         | 11        | 16 de marzo de 2019 | 2020           | 16 de enero de 2020 | 2020           |

### Primera temporada (2019-20)
| No. (serie) | No. (temp.) | Título                                                          | Estreno original    | Estreno en Latinoamérica | Código |
| ----------- | ----------- | --------------------------------------------------------------- | ------------------- | ------------------------ | ------ |
| 1           | 1           | «El nuevo programa surrealista (LA)» «Programa novo é Surreal»  | 16 de marzo de 2019 | 16 de enero de 2020      | 101    |
| 2           | 2           | «Sola en casa (LA)» «Sozinha em Casa»                           | 17 de marzo de 2019 | 18 de enero de 2020      | 102    |
| 3           | 3           | «50 sombras de rosa - Parte 1 (LA)» «50 Tons de Rosa (Parte 1)» | 18 de marzo de 2019 | 23 de enero de 2020      | 103    |
| 4           | 4           | «Consejos de Any Malu - Parte 1 (LA)» «Conselhos de Any Malu 1» | 19 de marzo de 2019 | 25 de enero de 2020      | 104    |
| 5           | 5           | «Consejos de Any Malu - Parte 2 (LA)» «Conselhos de Any Malu 2» | 23 de marzo de 2019 | 30 de enero de 2020      | 105    |
| 6           | 6           | «Consejos de Any Malu - Parte 3 (LA)» «Conselhos de Any Malu 3» | 21 de marzo de 2019 | 1 de febrero de 2020     | 106    |
| 7           | 7           | «Yo nunca ¿Y tú? (LA)» «Eu Nunca Pesadão»                       | 22 de marzo de 2019 | 6 de febrero de 2020     | 107    |
| 8           | 8           | «50 sombras de rosa - Parte 2 (LA)» «50 Tons de Rosa (Parte 2)» | 23 de marzo de 2019 | 8 de febrero de 2020     | 108    |
| 9           | 9           | «El intercambio (LA)» «A Troca»                                 | 24 de marzo de 2019 | 13 de febrero de 2020    | 109    |
| 10          | 10          | «Mi primer gameplay (LA)» «Meu Primeiro Gameplay»               | 25 de marzo de 2019 | 15 de febrero de 2020    | 110    |
| 11          | 11          | «Una Malu para cada signo (LA)» «Any Malu de cada Signo»        | 26 de marzo de 2019 | 20 de febrero de 2020    | 111    |

## Producción
El canal El Mundo Surrealista de Any Malu mostró su primer video en octubre de 2015, y desde entonces ha ganado muchos suscriptores, convirtiéndose en el primer canal completamente animado en Brasil. En 2017, participó en el canal Toontubers con los personajes Mordecai y Rigby de la serie animada Regular Show mostrada por Cartoon Network.
En 2018, el personaje Any Malu comenzó a compartir #AnyMalunoCartoon, lo que resultó en miles de comentarios en las publicaciones de la estación. En marzo de 2019, el canal de YouTube y Cartoon Network confirmaron que los videos serían compilados y que se mostrarían nuevas aventuras originales en la televisión.
En mayo del 2020, se estrenó en Brasil un spin-off de la serie, Any Malu Show (en español: El Show de Any Malu), donde Any Malu y los personajes conducen un programa de televisión en un estudio "real" de televisión. Este spin-off tiene 13 episodios en una temporada y también fue doblado al español latinoamericano. Este 2021 vienen nuevos episodios con más entrevistas. Entre crossovers y entrevistando, a Las DC Super Hero Girls, y siguiendo por supuesto a Los Jóvenes Titanes En Acción, entrevistando a Robin y su equipo.